# Justin Vialaret
Justin Vialaret, né le 12 novembre 1883 à Millau (Aveyron) et mort pour la France le 30 septembre 1916 à Marcelcave (Somme), est un footballeur international français évoluant au poste de milieu de terrain.

## Biographie
Justin Vialaret évolue au CA Paris XIVe de 1908 à 1909. Durant l'été 1908, il est le milieu de terrain de l'équipe de France (nommée « France B » car deux équipes de France sont retenues) participant au tournoi de football aux Jeux olympiques d'été de 1908 à Londres. Les Bleus sont éliminés dès le premier tour, défaits par le Danemark sur le score de neuf buts à zéro.
Employé de commerce qui a bénéficié d’une dispense temporaire comme fils unique de veuve, il est incorporé au 89e RI au début de la guerre. Passé caporal-fourrier du 46e régiment d'infanterie lors de la Première Guerre mondiale, il meurt des suites de blessures à l’épaule droite, dues à un éclat d’obus à l'hôpital d'évacuation de Marcelcave à l'été 1916.